# Liste der Kulturdenkmäler in Kirchheimbolanden
In der Liste der Kulturdenkmäler in Kirchheimbolanden sind alle Kulturdenkmäler der rheinland-pfälzischen Stadt Kirchheimbolanden aufgeführt. Grundlage ist die Denkmalliste des Landes Rheinland-Pfalz (Stand: 27. November 2018).

## Denkmalzonen
| Bezeichnung                    | Lage                                                                                                  | Baujahr                 | Beschreibung | Bild                           |
| ------------------------------ | --- | ----------------------- | --- | ------------------------------ |
| Denkmalzone Altstadt           | ungefähr begrenzt von Neumayerstraße, Neuer Allee, Vorstadt, Liebfrauenstraße und Schillerstraße Lage | 16. bis 19. Jahrhundert | Baustruktur des 16. bis 19. Jahrhunderts, im Wesentlichen barock überformte traufständige Bürgerhäuser des 18. Jahrhunderts sowie sakrale, herrschaftliche und städtische Gebäude als hervorragende Blickpunkte | Fotos hochladen                |
| Denkmalzone Bahnhofstraße      | Bahnhofstraße 1–17, 6–18, Vorstadt 48 Lage                                                            | 1874–1925               | gründerzeitliche Alleenbebauung mit repräsentativen öffentlichen Bauten (Bahnhof, Rentamt, Postamt, Brandversicherungsgebäude, Bezirksamt) und Bürgerhäusern gehobenen Anspruchs, 1874–1925 | Fotos hochladen                |
| Denkmalzone Schloss            | Neumayerstraße 16–20, Gartenstraße, Schloßplatz Lage                                                  | ab 1738                 | Ostflügel der 1861 niedergebrannten Dreiflügelanlage, 1738–40, Architekt Guillaume d’Hauberat: stattlicher Mansardwalmdachbau (1862 aufgestockt), ehemaliges Ehrenhofportal sowie Hauptgartenportal, ehemalige Kutschenremise mit Schlosstor, im Kern wohl von 1738; ehemaliges Ballhaus (Neumayerstraße 16–20): repräsentativer spätbarocker Walmdachbau, 1752/53, Architekt Sigmund Jacob Haeckher, Weilburg, spätklassizistischer Giebelrisalit um 1890; ehemaliger Schlossgarten: spätbarocke Anlage, 1746–57 von Hof- und Lustgärtner L. W. Koellner, Umgestaltung in Englischen Landschaftsgarten wohl 1770er Jahre von Hofgärtner J. W. Hilcke, erneute Veränderung ab 1807, im Küchengarten Orangerie, bezeichnet 1776; in den ehemaligen Kappesgärten sogenanntes Teehäuschen (Gartenstraße ohne Nummer) | weitere Bilder Fotos hochladen |
| Denkmalzone Jüdischer Friedhof | westlich der Stadt am Ende des Judentals; Distrikt Im Judental Lage                                   | um 1700                 | ummauertes Areal, wohl im 18. Jahrhundert (um 1700?) angelegt, 1843 erweitert, 172 Grabsteine von 1832 (?) bis 1939 | Fotos hochladen                |

## Einzeldenkmäler
| Bezeichnung                                      | Lage                                                                  | Baujahr                                          | Beschreibung | Bild                           |
| ------------------------------------------------ | --------------------------------------------------------------------- | ------------------------------------------------ | --- | ------------------------------ |
| Stadtbefestigung                                 | Lage                                                                  | nach 1368                                        | bald nach 1368 begonnene, turmbewehrte Mauer mit vorgelagerten Zwingern und teilweise noch erkennbarem Graben, die seit 1431 genannte nördliche Vorstadt mit eigener Ringmauer, Niederlegung großer Teile gegen 1740 und um 1770; umfangreiche Überreste auf West- und Südseite zwischen Grauem Turm und Am Wehrgang 11 restauriert und rekonstruiert (1971/77–88); außerdem erhalten: drei Mauertürme (Roter, Grauer Turm und sogenannter Pulver- oder Apothekerturm; Am Wehrgang, hinter Langstraße 15 und hinter Langstraße 29) und im Kern gotische, barock überformte Tortürme (Stadthausturm/Obertor, Vorstadtturm/Untertor); die Überreste der spätmittelalterlichen Stadtbefestigung sind die am umfangreichsten erhaltenen der Nordpfalz | weitere Bilder Fotos hochladen |
| Roter Turm                                       | Am Wehrgang Lage                                                      |                                                  | südwestlicher, runder Mauereckturm der mittelalterlichen Stadtbefestigung | weitere Bilder Fotos hochladen |
| Wohnhaus                                         | Am Wehrgang 11 Lage                                                   | 1731                                             | stattlicher spätbarocker Krüppelwalmdachbau, bezeichnet 1731; Innenhof, Nebengebäude mit Laubengang | weitere Bilder Fotos hochladen |
| Paulskirche                                      | Amtsstraße ohne Nummer Lage                                           | 1739–44                                          | ehemalige lutherische Schloss- und Stadtpfarrkirche; turmloser Walmdachbau mit seitlichen Anbauten, 1739–44, Architekt Julius Ludwig Rothweil; mit Ausstattung, Stumm-Orgel von 1745 | weitere Bilder Fotos hochladen |
| Lutherische Kaplanei und Mädchenschule           | Amtsstraße 1 Lage                                                     | um 1760                                          | ehemalige „Lutherische Kaplanei und Mädchenschule“; anspruchsvoller Rokokobau mit Walmdach, um 1760 | weitere Bilder Fotos hochladen |
| Wohnhaus                                         | Amtsstraße 2 Lage                                                     | 1772                                             | dreigeschossiger Barockbau, teilweise Fachwerk (verputzt), bezeichnet 1772, im Kern wohl älter; ortsbildprägend | Fotos hochladen                |
| Wohnhaus                                         | Amtsstraße 5 Lage                                                     | um 1750                                          | spätbarockes Wohnhaus, teilweise Fachwerk (verputzt), Giebel verschiefert, um 1750 | weitere Bilder Fotos hochladen |
| Reformiertes Schul- und Pfarrhaus                | Amtsstraße 7 Lage                                                     | 1751                                             | ehemaliges reformiertes Schul- und Pfarrhaus mit Lehrerwohnung; stattlicher Eckbau, teilweise Fachwerk (verschiefert), bezeichnet 1751; Nebengebäude, teilweise Fachwerk | weitere Bilder Fotos hochladen |
| Haus der Jugend                                  | Amtsstraße 10 Lage                                                    | 1897                                             | ehemaliges Progymnasium; dreigeschossiger spätgründerzeitlicher Walmdachbau mit Giebelrisalit, bezeichnet 1897, Architekt Bezirksbaumeister Ginand, Kirchheimbolanden; straßenbildprägend | weitere Bilder Fotos hochladen |
| Schulhaus                                        | Amtsstraße 12 Lage                                                    | 1823/24                                          | ehemalige Volksschule; dreigeschossiger klassizistischer Putzbau, 1823/24, Erweiterung und Erhöhung 1883/84, Architekt Jacob Hoerner, Kirchheimbolanden | Fotos hochladen                |
| Museum im Stadtpalais                            | Amtsstraße 14 Lage                                                    |                                                  | ehemaliges Stadtpalais, seit 1935 Heimatmuseum; herrschaftlicher Rokoko-Eckbau mit Mansardwalmdach; mit Ausstattung; ortsbildprägend | Fotos hochladen                |
| Zunftherberge                                    | Amtsstraße 15 Lage                                                    | 1752                                             | ehemalige Zunftherberge der Bauhandwerker, Gasthaus und Bäckerei; Eckbau, Torfahrt, 1752; ortsbildprägend | Fotos hochladen                |
| Wohnhaus                                         | Amtsstraße 17/19 Lage                                                 | 1752                                             | spätbarockes Wohnhaus, teilweise Fachwerk (verputzt), bezeichnet 1752 | BW                             |
| Wohn- und Gasthaus                               | Amtsstraße 21 Lage                                                    | 1752                                             | großes Wohn- und Gasthaus, teilweise Fachwerk (verputzt), bezeichnet 1752 | Fotos hochladen                |
| Wohnhaus                                         | Amtsstraße 23 Lage                                                    | 1753                                             | spätbarockes Wohnhaus, teilweise Fachwerk (verputzt), bezeichnet 1753, Wirtschaftsgebäude | Fotos hochladen                |
| Amtsschreiberei                                  | Amtsstraße 27/29 Lage                                                 | um 1750                                          | ehemalige Amtsschreiberei; spätbarocker Walmdachbau auf L-förmigem Grundriss, um 1750, Treppenturm um 1920; im Hof Arkadenbau der ehemaligen Brauerei, vor 1759; Garten | weitere Bilder Fotos hochladen |
| Bahnhof Kirchheimbolanden                        | Bahnhofstraße 1 Lage                                                  | 1874                                             | ehemaliger Bahnhof; dreieinhalbgeschossiger spätklassizistischer Putzbau, 1874, Güterschuppen; straßenbildprägend | Fotos hochladen                |
| Postamt                                          | Bahnhofstraße 7 Lage                                                  | 1925                                             | Postamt; Walmdachbau auf hohem Quadersockel, 1925 | Fotos hochladen                |
| Geschäftshaus                                    | Bahnhofstraße 10 Lage                                                 | um 1890                                          | ehemaliges Dienstgebäude der bayerischen Brandversicherung; hoheitlicher kubischer Walmdachbau, Giebelrisalit, um 1890 | Fotos hochladen                |
| Heinrich-Matthias-Sengelmann-Haus                | Bahnhofstraße 17 Lage                                                 | 1914/15                                          | ehemaliges Königlich-bayerisches Bezirksamt; zweiteilige repräsentative Baugruppe mit Treppenturm, Heimatstil und neuklassizistische Motive, 1914/15, Architekt Bauamtsassessor Frauenholz, Kaiserslautern | Fotos hochladen                |
| Forstamt                                         | Dr.-Carl-Glaser-Straße 2 Lage                                         | 1909                                             | Forstamt; landhausartiger Krüppelwalmdachbau, Heimatstil, 1909 nach Plänen der Obersten Baubehörde, München | Fotos hochladen                |
| Villa Seyler                                     | Dr.-Carl-Glaser-Straße 4 Lage                                         | 1919–23                                          | herrschaftliche Villa, neuklassizistischer Walmdachbau, 1919–23 | Fotos hochladen                |
| Orangerie                                        | Dr.-Edeltraud-Sießl-Allee 4 Lage                                      | 1776                                             | ehemalige Orangerie des Schlossgartens; dreiteiliger Putzbau unter Walmdach, 1776 | Fotos hochladen                |
| Freischarendenkmal und Grabsteine                | Freiheitsstraße, auf dem Friedhof Lage                                | 1839                                             | 1839 angelegt, in der zweiten Hälfte des 19. Jahrhunderts und den frühen 1990er Jahren erweitert; Freischarendenkmal 1849, Germania von 1872; klassizistischer Grabstein des Massengrabes für die Gefallenen von 1849; Grabsteine des 19. und frühen 20. Jahrhunderts | Fotos hochladen                |
| Teehäuschen                                      | Gartenstraße ohne Nummer Lage                                         |                                                  | ehemaliges Teehäuschen des Schlosses; achtseitiger zweigeschossiger Fachwerkbau unter gebrochenem Haubendach | Fotos hochladen                |
| Villa                                            | Gasstraße 1 Lage                                                      | 1898                                             | eineinhalbgeschossige Villa auf T-förmigem Grundriss, Neurenaissance, bezeichnet 1898 | Fotos hochladen                |
| Wohnhaus                                         | Gutenbergstraße 5/7 Lage                                              | 1768                                             | spätbarockes Doppelwohnhaus mit Torfahrt, bezeichnet 1768 | Fotos hochladen                |
| Reiches Haus                                     | Husarenhof 2 Lage                                                     | frühes 18. Jahrhundert                           | barocker Putzbau, teilweise mit Fachwerk, frühes 18. Jahrhundert; straßenbildprägend | Fotos hochladen                |
| Höllrieglsches Haus                              | Langstraße 15 Lage                                                    | 16. bis 19. Jahrhundert                          | stattlicher dreiflügeliger Gebäudekomplex, 16. bis 19. Jahrhundert: Krüppelwalmdachbau, um 1830; Treppenturm, um 1600, Aufstockung 1981/82; rückwärtige Trakte, teilweise Fachwerk, wohl noch aus dem 17. Jahrhundert; straßenbildprägend | weitere Bilder Fotos hochladen |
| Grauer Turm                                      | Langstraße, hinter Nr. 15 Lage                                        |                                                  | in der Mitte des Westabschnitts der mittelalterlichen Stadtbefestigung gelegener rechteckiger Mauerturm | weitere Bilder Fotos hochladen |
| Münze                                            | Langstraße 23 Lage                                                    | 18. Jahrhundert                                  | ehemalige Münze; barocke Vierflügelanlage, 18. Jahrhundert: Krüppelwalmdachbau, bezeichnet 1740, Wohntrakt mit Torfahrt, rückwärtig Wohnhaus, teilweise Fachwerk (verputzt); straßenbildprägend | Fotos hochladen                |
| Wohnhaus                                         | Langstraße 25 Lage                                                    | um 1830                                          | klassizistisches Wohnhaus mit Mansarddach, um 1830; straßenbildprägend | Fotos hochladen                |
| Protestantisches Pfarrhaus                       | Langstraße 28 Lage                                                    | 17. Jahrhundert                                  | Krüppelwalmdachbau, teilweise Fachwerk (verschiefert), wohl aus dem 17. Jahrhundert, im Kern eventuell älter; Scheune, teilweise Fachwerk, 18. Jahrhundert; Pfarrgarten | Fotos hochladen                |
| Schwanenapotheke                                 | Langstraße 29 Lage                                                    | 1725                                             | ehemalige fürstliche Hofapotheke, seit 1823 Schwanenapotheke; stattlicher barocker Putzbau, Fachwerk teilweise vorkragend, 1725; Werkstein bezeichnet 1720, Kellerabgang bezeichnet 1816 (Erneuerung) | weitere Bilder Fotos hochladen |
| Pulver- oder Apothekerturm                       | Langstraße, hinter Nr. 29 Lage                                        |                                                  | nordwestlicher Mauereckturm der mittelalterlichen Stadtbefestigung | weitere Bilder Fotos hochladen |
| Stadthausturm (Obertor)                          | Langstraße, zwischen Nr. 29 und 30 Lage                               |                                                  | viergeschossiger Putzbau mit verschieferter Kuppel und Laterne des 18. Jahrhunderts; im Kern gotisch, barock überformt | weitere Bilder Fotos hochladen |
| Stadthaus                                        | Langstraße 30 Lage                                                    | Anfang des 19. Jahrhunderts                      | ehemaliges Rathaus; dreigeschossiger Walmdachbau, Anfang des 19. Jahrhunderts, Umbau bezeichnet 1910, Architekt H. Grießhaber, Ludwigshafen; Wappenstein, bezeichnet 1551; Ruhebank, 1921 | weitere Bilder Fotos hochladen |
| Scharfrichterhaus                                | Langstraße 31 Lage                                                    | 17. Jahrhundert                                  | zweiteiliger Gebäudekomplex; zweiachsiger Krüppelwalmdachbau, wohl aus dem 17. Jahrhundert, einachsiger Anbau, 18. Jahrhundert | Fotos hochladen                |
| Wohnhaus                                         | Langstraße 34 Lage                                                    | 1746                                             | spätbarocker Krüppelwalmdachbau, bezeichnet 1746 und 1776, teilweise mit Fachwerk | Fotos hochladen                |
| Portal                                           | Langstraße, an Nr. 39 Lage                                            | 1772                                             | Oberlichtportal, Sandsteingewände bezeichnet 1772, Rokoko-Türblatt | weitere Bilder Fotos hochladen |
| Wohnhaus                                         | Langstraße 43 Lage                                                    | um 1600                                          | stattliches Eckwohnhaus, um 1600, Fachwerkobergeschoss aus der ersten Hälfte des 18. Jahrhunderts; im Hof Brunnen, ehemalige Schmiede, teilweise mit Fachwerk, 18. Jahrhundert | weitere Bilder Fotos hochladen |
| Holländerhäuschen                                | Langstraße 71 Lage                                                    | 1750                                             | eingeschossiger spätbarocker Mansardwalmdachbau, bezeichnet 1750, Scheune mit Fachwerkspeicher | BW                             |
| Gasthaus „Zum Donnersberg“                       | Langstraße 73 Lage                                                    |                                                  | Gasthaus „Zum Donnersberg“; spätbarocker Walmdachbau, Torfahrt bezeichnet 1780; straßenbildprägend | Fotos hochladen                |
| Liebfrauenkirche                                 | Liebfrauenstraße 11 Lage                                              | 1731                                             | ehemalige Liebfrauenkirche, heute Mehrgenerationenhaus; spätbarocker Saalbau mit Krüppelwalmdach, bezeichnet 1731, im Kern eventuell gotisch; barocke Grabmäler | weitere Bilder Fotos hochladen |
| Brunnen                                          | Mozartstraße Lage                                                     | um 1880                                          | Laufbrunnen, gotisierend, Eisengießerei Gienanth, um 1880 | weitere Bilder Fotos hochladen |
| Wohnhaus                                         | Mozartstraße 2 Lage                                                   | 18. Jahrhundert                                  | Torfahrthaus mit Fachwerkobergeschoss, 18. Jahrhundert | weitere Bilder Fotos hochladen |
| Dachstuhl                                        | Mozartstraße, an Nr. 4 Lage                                           | 16. Jahrhundert                                  | Hängewerkkonstruktion des Dachstuhls, 16. Jahrhundert; Kastenerker des ehemaligen Amtshauses | Fotos hochladen                |
| Wohnhaus                                         | Mozartstraße 6 Lage                                                   | um 1600                                          | ehemalige Handwerkerhaus, teilweise Fachwerk, bezeichnet 1746 und 1752, im Kern um 1600 | Fotos hochladen                |
| Freihof der Fauste von Stromberg                 | Mozartstraße 7 Lage                                                   | spätes 18. und erste Hälfte des 19. Jahrhunderts | ehemaliger Freihof der Fauste von Stromberg; langgestreckter Bau, teilweise Fachwerk (verputzt), vor allem spätes 18. und erste Hälfte des 19. Jahrhunderts, im Kern älter; Wappenstein, bezeichnet 1589; straßenbildprägend | Fotos hochladen                |
| Peterskirche                                     | Mozartstraße 8 Lage                                                   | ab dem 12. Jahrhundert                           | protestantische Pfarrkirche; romanischer Chorturm, 12. Jahrhundert, Erhöhung wohl im 17. Jahrhundert, Obergeschoss und Helm 1932, Architekt Eugen Dick; im Kern spätgotisches Langhaus, Erweiterung wohl in der ersten Hälfte des 18. Jahrhunderts, Treppenanbau, bezeichnet 1630, teilweise Fachwerk; mit Ausstattung; ortsbildprägend | weitere Bilder Fotos hochladen |
| Wohnhaus                                         | Mozartstraße 10/12 Lage                                               | Anfang des 18. Jahrhunderts                      | ehemalige Kantorenwohnung; barocker Krüppelwalmdachbau, teilweise Fachwerk (verputzt), Anfang des 18. Jahrhunderts | BW                             |
| Protestantisches Dekanat                         | Mozartstraße 11 Lage                                                  | erste Hälfte des 18. Jahrhunderts                | ehemaliges Eckwohnhaus, ab 1900 Diakonissenhaus, heute protestantisches Dekanat; teilweise Fachwerk (verschiefert), erste Hälfte des 18. Jahrhunderts, im Kern wohl älter, rückwärtig Anbau, 18. Jahrhundert | weitere Bilder Fotos hochladen |
| Kavaliershaus                                    | Neue Allee 5 Lage                                                     | 1772                                             | ehemaliges Kavaliershaus; Mansardwalmdachbau, bezeichnet 1772, neubarocke Hoftorflügel, um 1910, Architekt Konrad Lehwaldt, ehemalige Wirtschaftsgebäude, 19. Jahrhundert | Fotos hochladen                |
| Kavaliershaus                                    | Neue Allee 7 Lage                                                     | um 1770                                          | ehemaliges Kavaliershaus; siebenachsiger Rokokobau mit Mansardwalmdach, um 1770 | Fotos hochladen                |
| Kavaliershaus                                    | Neue Allee 9 Lage                                                     | um 1770                                          | ehemaliges Kavaliershaus, stattlicher Rokoko-Mansardwalmdachbau, um 1770 | Fotos hochladen                |
| Kavaliershaus                                    | Neue Allee 11 Lage                                                    | 1772                                             | ehemaliges Kavaliershaus; Eckhaus mit Mansardwalmdach, bezeichnet 1772, Nebengebäude: eingeschossiger Mansarddachbau | Fotos hochladen                |
| Zehnthof mit Zehntscheune                        | Neue Allee 13–17 Lage                                                 | um 1770                                          | ehemaliger Zehnthof, ehemalige Zehntscheune; spätbarocker Mansarddachbau, um 1770, Treppenhausvorbau bezeichnet 1932; Wohnhaus, im Kern aus dem 18. Jahrhundert; dreiteilige Kelleranlage | Fotos hochladen                |
| Posthalterei                                     | Neue Allee 19 Lage                                                    | um 1816                                          | ehemalige Posthalterei; klassizistischer Putzbau, um 1816, Zwerchhaus um 1880; straßenbildprägend | Fotos hochladen                |
| Katholisches Pfarrhaus                           | Neugasse 1 Lage                                                       | 1753                                             | ehemaliges katholisches Pfarrhaus; spätbarocker Krüppelwalmdachbau, teilweise Fachwerk (verputzt), teilweise verschiefert, 1753 | weitere Bilder Fotos hochladen |
| Wohnhaus                                         | Neugasse 23 Lage                                                      | 1751                                             | spätbarocker Walmdachbau auf L-förmigem Grundriss, bezeichnet 1751; straßenbildprägend | Fotos hochladen                |
| Kriegerdenkmal                                   | Neumayerstraße, vor Nr. 2 Lage                                        | 1880                                             | Kriegerdenkmal 1870/71, gründerzeitlicher Obelisk, 1880 von J. Zepp | weitere Bilder Fotos hochladen |
| Katholische Pfarrkirche St. Peter                | Neumayerstraße 3 Lage                                                 | 1842–46                                          | Saalbau im Rundbogenstil, 1842–46, Architekten August von Voit und Ludwig Hagemann, Speyer, Turmhelm 1881, Architekt Jacob Hoerner, Kirchheimbolanden | weitere Bilder Fotos hochladen |
| Fürstliche Oberjägerei                           | Neumayerstraße 4 Lage                                                 | erste Hälfte des 18. Jahrhunderts                | ehemalige fürstliche Oberjägerei; barocke Hofanlage, erste Hälfte des 18. Jahrhunderts; Wohnhaus, teilweise Fachwerk, Krüppelwalmdach, Scheune mit Krüppelwalmdach, kleines Wohnhaus, um 1770, Torpfosten bezeichnet 1727 | BW                             |
| Katholisches Pfarrhaus                           | Neumayerstraße 5 Lage                                                 | 1892                                             | Katholisches Pfarrhaus, villenartiger gründerzeitlicher Klinkerbau mit Walmdach, bezeichnet 1892, Architekt wohl Jacob Hoerner, Kirchheimbolanden | Fotos hochladen                |
| Wohnhaus                                         | Neumayerstraße 6 Lage                                                 | um 1750                                          | spätbarockes Wohnhaus, um 1750; platzbildprägend | weitere Bilder Fotos hochladen |
| Finanzamt                                        | Neumayerstraße 7 Lage                                                 | 1881/82                                          | ehemaliges Amtsgericht, heute Finanzamt; stattlicher dreigeschossiger gründerzeitlicher Walmdachbau, 1881/82 nach Plänen Ludwig Stempels, Landbauamt Kaiserslautern; straßenbildprägend | weitere Bilder Fotos hochladen |
| Grenadier-Kaserne                                | Neumayerstraße 9/11/13 Lage                                           | 1780                                             | ehemalige „Grenadier-Kaserne“; Walmdachbau, 1780, Nr. 9 bezeichnet 1810 (wohl Besitzerwechsel) | Fotos hochladen                |
| Ballhaus des Schlosses                           | Neumayerstraße 16/18/20 Lage                                          | 1752/53                                          | ehemaliges Ballhaus des Schlosses; zweigeschossiger Putzbau unter Walmdach, 1752/53, Architekt S. J. Haeckher | Fotos hochladen                |
| Karl-Ritter-Schule                               | Schillerstraße 17 Lage                                                | 1905                                             | ehemalige Präparandenschule; zweieinhalbgeschossiger Putzbau auf unregelmäßigem Grundriss, Neurenaissance- und Jugendstilmotive, 1905 nach Plänen der Obersten Baubehörde, München | weitere Bilder Fotos hochladen |
| Vorstadtturm (Unterturm)                         | Schloßstraße ohne Nummer Lage                                         |                                                  | fünfgeschossiger Torturm unterverschiefertem barocken Haubendach, im Kern gotisch, barock überformt | weitere Bilder Fotos hochladen |
| Wohn- und Geschäftshaus                          | Schloßstraße 1/3 Lage                                                 | 1717                                             | winkelförmiges barockes Wohn- und Geschäftshaus, teilweise Fachwerk, bezeichnet 1717; ortsbildprägend | Fotos hochladen                |
| Wohn- und Geschäftshaus                          | Schloßstraße 2 Lage                                                   | Mitte des 19. Jahrhunderts                       | Wohn- und Geschäftshaus, Mitte des 19. Jahrhunderts | Fotos hochladen                |
| Stadtpalais des Freiherrn von Geispitzheim       | Schloßstraße 31 Lage                                                  | um 1750/60                                       | ehemaliges Stadtpalais des Freiherrn von Geispitzheim; Rokoko-Walmdachbau, um 1750/60; weitläufiges Kellersystem; straßen- und ortsbildprägend | Fotos hochladen                |
| Hofanlage                                        | Schloßstraße 32/34 Lage                                               | 16. bis 19. Jahrhundert                          | ehemaliger herrschaftlicher Hof, 16. bis 19. Jahrhundert; zwei im Kern wohl spätbarocke Wohnhäuser, teilweise Fachwerk, klassizistische Überformung um 1830; Scheune, 18. Jahrhundert, mit Stadtmauerresten; ortsbildprägend | Fotos hochladen                |
| Wohnhaus                                         | Schloßstraße 35 Lage                                                  | um 1830                                          | spätklassizistisches Wohnhaus, um 1830, mit Bauteilen des alten Schlosses, vor 1618 | Fotos hochladen                |
| Wohn- und Geschäftshaus                          | Vorstadt 27 Lage                                                      | Ende des 19. Jahrhunderts                        | ehemaliges Wohn- und Geschäftshaus, historisierender Walmdachbau, Ende des 19. Jahrhunderts | Fotos hochladen                |
| Polizeiinspektion                                | Vorstadt 48 Lage                                                      | 1893                                             | ehemaliges Königlich-bayerisches Rentamt; neubarocker Sandsteinquaderbau mit Mansarddach, 1893, Architekten Ludwig Stempel und Theodor Bente, Kaiserslautern, Aufstockung 1901, Architekt Joseph Rottler; straßenbildprägend | Fotos hochladen                |
| Ehemaliges Prämonstratenserkloster Rothenkirchen | Rothenkircherhof, einsam am Wiesbach inmitten einer Rodungsinsel Lage | um 1200                                          | 1160 gegründet, 1525 geplündert, 1554 Umwandlung in nassauisches Hofgut, im Dreißigjährigen Krieg verwüstet, ab 1821 mehrfacher Besitzerwechsel, seit 1990 im Besitz der Stadt; 1961 Abbruch aller Gebäude bis auf das spätromanische ehemalige Refektorium (um 1200) und ein angebautes Wohnhaus, bezeichnet 1854, sowie Reste des Kreuzgangs | Fotos hochladen                |
| Kriegerdenkmal                                   | Schillerhain Lage                                                     | 1933                                             | Kriegerdenkmal 1914/18 und 1939/45, reliefierter Muschelkalkblock, 1933 von Heinrich Schuler, Kirchheimbolanden, nach 1956 erweitert | weitere Bilder Fotos hochladen |
| Wartturm                                         | Schillerhain, ohne Nummer Lage                                        | vor 1431                                         | ehemaliger Wartturm; spätmittelalterlicher Bruchsteinbau, vor 1431 | weitere Bilder Fotos hochladen |
| Schneckentürmchen                                | Schillerhain, ohne Nummer Lage                                        | 1880–84                                          | kleines gründerzeitliches Belvedere, 1880–84 | weitere Bilder Fotos hochladen |
| Wasserturm                                       | Schillerhain, bei Nr. 1 Lage                                          | um 1900                                          | ehemaliger Wasserturm, spätgründerzeitlicher Backsteinbau, um 1900 | weitere Bilder Fotos hochladen |
| Villa Michel                                     | Schillerhain, Nr. 6 Lage                                              | 1907                                             | Villa mit Verandaanbau, Mittelrisalit und halbrundem Vorbau, bezeichnet 1907 und 1908, in parkartiger Anlage; mit Ausstattung | weitere Bilder Fotos hochladen |
| Wichernhaus                                      | Schillerhain, Nr. 8 Lage                                              | 1903/04                                          | ehemaliges BASF-Erholungsheim, stattlicher zweieinhalbgeschossiger Gründerzeitbau, reiche Dachlandschaft, 1903/04, Architekt P. de Lacy, Ludwigshafen | weitere Bilder Fotos hochladen |